# Dendroleon decorosus
Dendroleon decorosus är en insektsart som beskrevs av C.-k. Yang et al in Huang et al. 1988. Dendroleon decorosus ingår i släktet Dendroleon och familjen myrlejonsländor. Inga underarter finns listade i Catalogue of Life.